# Знак вічності
«Знак вічності» («Знак вечности») — радянський художній фільм 1977 року, знятий режисером Давидом Кочаряном на кіностудії «Ленфільм».

## Сюжет
Піонери, хлопчаки та дівчата, невгамовні та життєрадісні Артем, Самвел, Варя з вірменського прикордонного селища, де працює археологічна експедиція, потоваришували з хлопчиком Рубеном, який перейшов кордон із метою викрасти стародавній рукопис «Знак вічності». Зрештою, перемогла дружба — і хлопець не зміг завдати шкоди країні, де в нього виявилося багато справжніх друзів.

## У ролях
- Георгій Куликов — Буданцев
- Валерій Ольшанський — Міхєєв
- Мігран Кечоглян — Назарян
- Сергій Поповський — Воробйов
- Саша Карелін — Артем
- Карен Акопян — Рубен
- Женя Воробйова — Варя
- Тигран Восканян — Самвел
- Альоша Платонов — Сімка
- Станіслав Фесюнов — прикордонник
- Михайло Іванов — епізод
- Ішхан Гарібян — епізод
- Карен Джанібекян — епізод
- М. Зайцев — епізод
- Рафаель Котанджян — епізод
- Іван Краско — епізод
- Ігор Класс — епізод
- Михайло Матвєєв — епізод
- Петро Меркур'єв — епізод
- Левон Мартіросян — епізод
- Вруйр Паноян — епізод
- Алла Туманян — епізод
- В. Смолянська — епізод
- І. Язичан — епізод

## Знімальна група
- Режисер — Давид Кочарян
- Сценарист — Олександр Воїнов
- Оператор — Валерій Миронов
- Композитор — Олександр Мнацаканян
- Художник — Римма Наринян